# Royal Excelsior Sports Club Brussels
Pour les articles homonymes, voir Royal Excelsior Bruxelles (homonymie).
Dernière mise à jour : 26 mai 2019.
Le Royal Excelsior Sports Club Brussels ou RESC est un club d'athlétisme situé à Bruxelles et affililié à la Ligue belge francophone d'athlétisme.
Le club organise chaque année le Brussels Grand Prix qui fait partie du circuit du Pro Athlé Tour de l'ADEPS.

## Infrastructures
L'Excelsior a son club-house localisé au Stade Victor Boin. Ce stade sert aussi de lieu d'entrainement pour les plus jeunes tandis que les plus grands ont le privilège de s’entraîner sur la piste du Stade Roi Baudoin. 

## Histoire et palmarès
Le RESC est parmi les clubs d'athlétisme de Belgique ayant un palmarès remarquable, avec quatorze sacres nationaux chez les hommes dont sept consécutifs. Du côté des femmes, elles décrochent leur premier titre en 2018 pour ensuite enchaîner avec 2019. Le club est sur une série de deux doublés d'affilée. 
En 2015, les hommes participent à la Coupe d'Europe des clubs champions, pour la troisième fois, et ont terminé à la quatrième place,. En 2016 la blue army termine deuxième est accède au groupe A.
Le 25 mai 2019 les hommes remportent la Coupe d'Europe des clubs champions qui se déroulait à Tampere. Une première dans l'histoire du club. Les femmes grâce à leur victoire en 2018 au niveau national, gagnent le droit de participer à la compétition. Pour leur première participation termine à la cinquième place.

## Sportifs
- Frédéric Xhonneux (1983), spécialiste du décathlon.
- Arnaud Ghislain (1988), spécialiste du 400 m.
- Corentin Campener (1990), spécialiste du saut en longueur.